# Acrolophus leucallactis
Acrolophus leucallactis är en fjärilsart som beskrevs av Edward Meyrick 1919. Acrolophus leucallactis ingår i släktet Acrolophus och familjen Acrolophidae. Inga underarter finns listade i Catalogue of Life.